# Малайзійсько-швейцарські відносини
Малайзійсько-швейцарські відносини (малай. Hubungan Malaysia–Switzerland ; Джаві : هوبوڠن مليسيا — سويتزيرلند; нім. Malaysisch-Schweizer Beziehungen фр. Relations entre la Malaisie et la Suisse ; італ. Relazioni bilaterali tra la Malesia e la Svizzera) — двосторонні зовнішні відносини між Малайзією та Швейцарією. Малайзія має посольство у Берні, а Швейцарія — посольство в Куала-Лумпурі.

## Історія
У 19 столітті швейцарські торгові компанії проводили операції в Малайзії. Дипломатичні відносини між двома державами були встановлені в 1963 році.

## Економічні відносини
Швейцарія підтримує хороші стосунки в галузі освіти та підтримує проекти Міжнародної організації тропічної деревини для сталого управління тропічними лісами. Багато швейцарських компаній працюють у Малайзії. З 2011 року в Малайзії проживають 792 громадян Швейцарії. Було підписано також кілька угод, наприклад, про ухилення від сплати податків. Багато брендів швейцарських харчових продуктів, таких як шоколадні цукерки та йогурти, вийшли на ринки Малайзії та популярні в цій країні.